# Île aux Coudres
Île aux Coudres är en ö i Kanada. Den ligger i Saint Lawrencefloden i provinsen Québec, i den östra delen av landet, 500 km nordost om huvudstaden Ottawa. Arean är 29,6 kvadratkilometer. Ön utgör en egen kommun, L'Isle-aux-Coudres.